# Унгень (Румунія)
Унгень, Унгені (рум. Ungheni) — місто у повіті Муреш в Румунії. Адміністративно місту підпорядковані такі села (дані про населення за 2002 рік):
- Відрасеу (899 осіб)
- Морешть (727 осіб)
- Реча (142 особи)
- Чергід (499 осіб)
- Чергізел (492 особи)
- Шеуша (233 особи)

Місто розташоване на відстані 261 км на північний захід від Бухареста, 10 км на південний захід від Тиргу-Муреша, 73 км на південний схід від Клуж-Напоки, 128 км на північний захід від Брашова.

## Населення
За даними перепису населення 2002 року у місті проживали 6554 особи.
Національний склад населення міста:
| Національність   | Кількість осіб | Відсоток |
| ---------------- | -------------- | -------- |
| румуни           | 5241           | 80,0%    |
| цигани           | 710            | 10,8%    |
| угорці           | 599            | 9,1%     |
| німці            | 1              | < 0,1%   |
| росіяни-липовани | 1              | < 0,1%   |
| турки            | 1              | < 0,1%   |
| італійці         | 1              | < 0,1%   |

Рідною мовою назвали:
| Мова       | Кількість осіб | Відсоток |
| ---------- | -------------- | -------- |
| румунська  | 5356           | 81,7%    |
| угорська   | 617            | 9,4%     |
| циганська  | 577            | 8,8%     |
| німецька   | 2              | < 0,1%   |
| турецька   | 1              | < 0,1%   |
| італійська | 1              | < 0,1%   |

Склад населення міста за віросповіданням:
| Релігія        | Кількість осіб | Відсоток |
| -------------- | -------------- | -------- |
| православні    | 5406           | 82,5%    |
| реформати      | 564            | 8,6%     |
| римо-католики  | 228            | 3,5%     |
| адвентисти     | 135            | 2,1%     |
| п'ятдесятники  | 89             | 1,4%     |
| греко-католики | 73             | 1,1%     |
| унітарії       | 15             | 0,2%     |
| не релігійні   | 4              | 0,1%     |
| мусульмани     | 2              | < 0,1%   |

## Зовнішні посилання
- Дані про місто Унгень на сайті Ghidul Primăriilor